# Максименко Костянтин Іванович
Макси́менко Костянти́н Іва́нович народився в 1914 році в селищі Вознесенці Запорізького району Запорізької області. За національністю українець. У 1936—1946 роках перебував у лавах Радянської Армії. У 1946—1955 роках — старший механік Михайлівській МТС Запорізькій області, потім підсобного господарства «Яковлєва» заводу «Запоріжсталь». З 1955 року — бригадир тракторної бригади зерносовхоза імені Тохтарова Кустанайської області.
Виходець з робітничої родини, Костянтин Іванович у молоді роки став робочим прославленого на всю країну запорізького заводу «Комунар». Але працювати тут йому довго не довелося, призвали в Радянську Армію. Потім почалася Німецько-радянська війна, і його солдатська служба затягнулася на цілих десять років. Пройшовши сувору школу фронтового життя від першого до останнього дня війни, він лише в 1946 році повернувся в рідне Запоріжжя.
Роки армійської служби зблизили його з технікою, прищепили любов до машин. Демобілізований воїн вирішив стати сільським механізатором. Протягом десяти років він працює старшим механіком машинно-тракторної станції, потім підсобного господарства заводу «Запоріжсталь».
Коли прийшла пора великих змін у сільському господарстві, партія взяла курс на різке розширення посівних площ на сході країни. Костянтин Іванович вирушає в далекі степи Казахстану на освоєння цілинних земель.
З першого дня він очолив щойно створену тракторну бригаду Кустанайської області. Ініціативний і працьовитий працівник "-Комуніст, він із захопленням взявся за справу. Закріплена за ним техніка завжди перебувала в робочому стані. Завдяки цьому бригада зі значним випередженням графіка виконувала будь-які завдання.
У 1955—1956 роках механізатори бригади Максименко розорали чотири тисячі гектарів цілини, перетворивши їх на родючі ниви. З цієї площі в 1956 році було отримано по 17,6 центнера зерна з гектара.
Свій досвід роботи Костянтин Іванович охоче передавав молодим, прищеплюючи їм серйозне ставлення до життя і роботи, виховуючи з них гідних будівельників нового суспільства. Десятки молодих людей за допомогою бригадира отримали дипломи висококваліфікованих трактористів і комбайнерів.
За активну участь в освоєнні цілини та отримання високих врожаїв на великих масивах Указом Президії Верховної Ради Союзу РСР від 11 січня 1957 Максименко Костянтин Іванович був удостоєний високого звання Героя Соціалістичної Праці.
Надавши казахстанським цілинників братську допомогу в їх благородній справі, прославлений український механізатор повернувся на батьківщину в Запорізьку область і продовжував самовіддано працювати.